# هنري نويل
هنري نويل (بالفرنسية: Henri Noël)‏ (11 سبتمبر 1937 فرنسا - 17 أكتوبر 2020) هو لاعب كرة قدم ومدرب فرنسي كان يلعب كمدافع. قضى معظم مسيرته الرياضية في نيم أولمبيك.

## وصلات خارجية
- هنري نويل على موقع قاعدة بيانات كرة القدم.إي يو (الإنجليزية)